# Еділсон Мендес
Еділсон Мендес Гімарайнс (порт. Edílson Mendes Guimarães, нар. 27 липня 1986, Нова-Есперанса) — бразильський футболіст, захисник клубу «Греміо».
Виступав, зокрема, за клуби «Греміо», «Ботафогу» та «Корінтіанс». Володар Кубка Лібертадорес.

## Ігрова кар'єра
Вихованець футбольної школи клубу «Аваї». Дорослу футбольну кар'єру розпочав 2004 року в основній команді того ж клубу.
У 2005 році перейшов у «Віторію» з Салвадора, з якою виграв чемпіонат штату Баїя, а другу половину року провів в «Атлетіко Мінейру». Потім повернувся в «Аваї». У 2008 році поміняв п'ять клубів — «Веранополіс», «Гуарані» (Пальоса), «Понте-Прета», «Жоїнвіль» і «Жувентус» (Жарагуа). У 2009—2010 роках знову виступав за «Понте-Прету», але залишив команду через серйозні проблеми з дисципліною.
У 2011 році перейшов у «Греміо», з яким в 2010 році виграв Лігу Гаушу. У 2011 році на правах оренди виступав за «Атлетіку Паранаенсе».
У 2013—2014 роках виступав за «Ботафогу», якому допоміг у 2013 році стати чемпіоном штату Ріо-де-Жанейро. Покинув команду після конфлікту з керівництвом клубу. Наступні два роки провів у «Корінтіансі», і в 2015 році був одним з ключових гравців цієї команди, яка стала чемпіоном Бразилії.
З 2016 року знову став виступати за «Греміо». Допоміг «мушкетерам» виграти Кубок Бразилії 2016 року і Кубок Лібертадорес в 2017 році. Станом на 13 грудня 2017 відіграв за команду з Порту-Алегрі 47 матчів в національному чемпіонаті.

### Збірна
У 2004 році Еділсон був включений до заявки збірної Бразилії U-20 для участі в Молочному кубку, проте в підсумку на турнірі так і не зіграв.

## Титули і досягнення
- Чемпіон штату Баїя: 2005
- Чемпіон штату Ріу-Гранді-ду-Сул: 2010
- Чемпіон штату Ріо-де-Жанейро: 2013
- Чемпіон Бразилії: 2015
- Володар Кубку Бразилії: 2016, 2018
- Володар Кубка Лібертадорес: 2017

## Особисте життя
Еділсон одружений з Кароліною Серепрін, у 2017 році у пари народився син Жоакін.